# Arcoverde (flygplats)
Arcoverde är en flygplats i Brasilien.   Den ligger i kommunen Arcoverde och delstaten Pernambuco, i den östra delen av landet, 1 400 km nordost om huvudstaden Brasília. Arcoverde ligger 649 meter över havet.
Terrängen runt Arcoverde är kuperad österut, men västerut är den platt. Närmaste större samhälle är Arcoverde, 3,6 km öster om Arcoverde.
Omgivningarna runt Arcoverde är huvudsakligen savann. Runt Arcoverde är det ganska tätbefolkat, med 172 invånare per kvadratkilometer.